# Triopetra

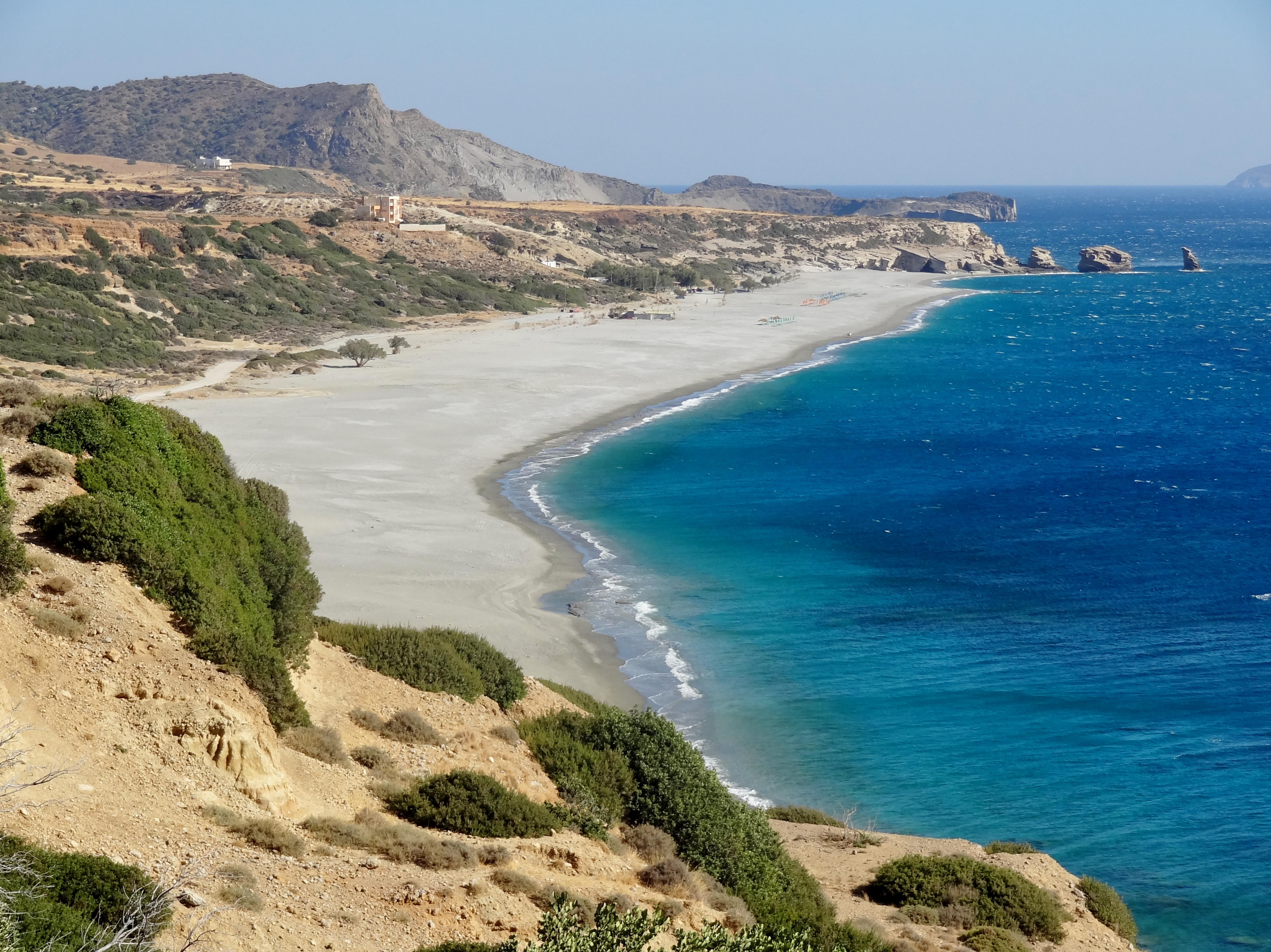
Strand westlich von Triopetra

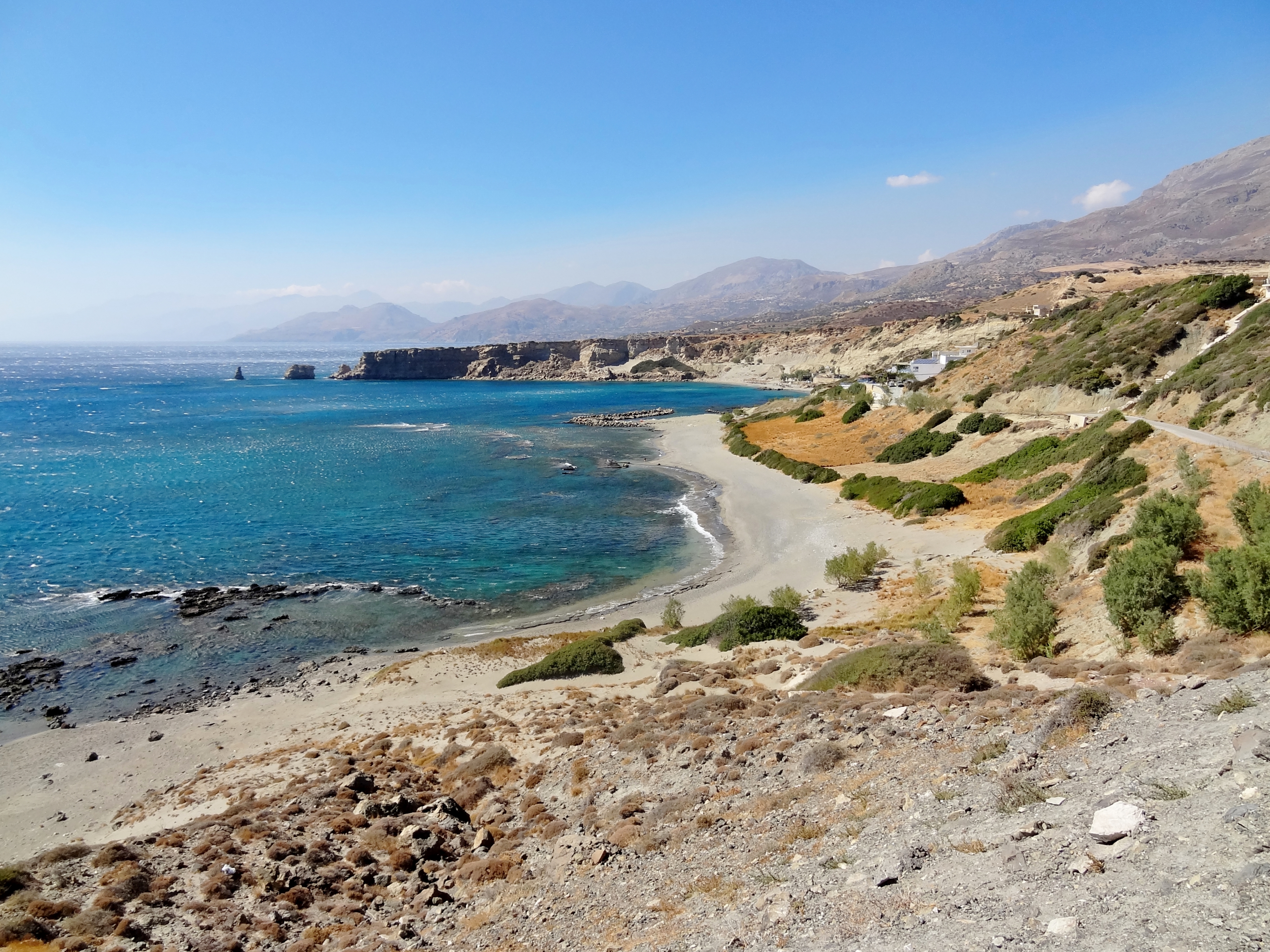
Strand östlich von Triopetra

Triopetra (griechisch Τριόπετρα ‚Dreistein‘) ist der Name eines Kaps und einer nach diesem benannten kleinen Siedlung an der Südküste der griechischen Insel Kreta. Die aus wenigen Häusern bestehende Siedlung liegt zwischen Agia Fotini und Agios Pavlos westlich der Landspitze von Triopetra an einem breiten Sand-Kiesel-Strand. Der Küstenstreifen gehört zum Gebiet des Gemeindebezirks Lambi der Gemeinde Agios Vasilios.
Seinen Namen hat das Kap von einer ins Meer reichenden Felsformation, hier läuft ein Bett schräggeschichteter plattenförmiger Sedimente in drei einzelstehende Felsen im Libyschen Meer aus. Die Siedlung besteht aus mehreren Tavernen, Ferienhäusern und einem Yogacenter. Östlich von Triopetra befindet sich ein weiterer Strand mit einer Taverne.
Triopetra ist über asphaltierte Zufahrtswege von Spili aus über Kerames oder von Agios Pavlos aus zu erreichen. Die Straße nach Plakias über Preveli ist seit 2006 nahezu asphaltiert, jedoch auf einer Strecke von etwa fünf Kilometern ist die Asphaltierung unterbrochen. Dennoch ist die Straße fast immer gut befahrbar.